# 정성욱 (축구 선수)
정성욱(鄭盛旭, 1998년 3월 4일 ~ )은 대한민국의 축구 선수이다. 포지션은 골키퍼이다. 현재 경주 한국수력원자력 소속이다.